# District de Jianshan
Le district de Jianshan (尖山区 ; pinyin : Jiānshān Qū) est une subdivision administrative de la province du Heilongjiang en Chine. Il est placé sous la juridiction de la ville-préfecture de Shuangyashan.